# Plaza Italia
Pour les articles homonymes, voir Place d'Italie.
La Plaza Italia est une importante place de Buenos Aires, en Argentine, située sur le parcours de l'Avenida Santa Fe, dans le quartier de Palermo. En forme de demi cercle dont le côté ligne droite est au sud-ouest, elle reçoit au nord l'Avenida General Sarmiento, qui mène aux Bosques de Palermo, et à l'est l'Avenida General Las Heras. Quant à l'Avenida Santa Fe, elle longe la place du sud-est vers le nord-ouest.
Sur la place, dans l'espace entre les avenues Sarmiento et Las Heras, se situe l'extrémité méridionale du Zoo de Buenos Aires. Là aussi, dans l'espace situé entre les avenues Santa Fe et Las Heras se trouve l'extrémité ouest du Jardin botanique de la ville

## Métro
Au niveau de la place se trouve l'importante station "Plaza Italia" de la ligne  qui la relie directement à la Plaza de Mayo, donc au centre de la capitale. Cette station est destinée à devenir un important carrefour du métro de Buenos Aires, car une double correspondance y est prévue avec deux des nouvelles lignes planifiées, à savoir la ligne , et la ligne . Au total la Plaza Italia devrait devenir un important lieu de transbordement des passagers pour toute la région nord de la capitale.